# Paige Hauschild
Paige Hauschild (Santa Bárbara, 17 de agosto de 1999) é uma jogadora de polo aquático estadunidense, campeã olímpica.

## Carreira
Fischer fez parte da equipe campeã olímpica pela Seleção Estadunidense de Polo Aquático Feminino nos Jogos Olímpicos de Verão de 2020 em Tóquio, após derrotar a equipe espanhola por 14-5.